# Болонська конвенція

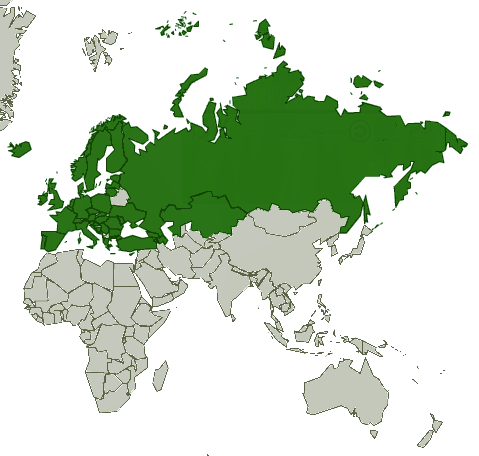

Болонська конвенція (або Болонська декларація) — угода щодо стандартизації підходів до організації навчального процесу і функціонування вищої школи в Європейському Союзі.

## Країни-учасниці
Документ підписаний 19 червня 1999 року в місті Болонья міністрами освіти 29 країн Західної і Центральної Європи: Австрії, Бельгії, Великої Британії, Греції, Данії, Естонії, Ірландії, Ісляндії, Іспанії, Італії, Латвії, Литви, Люксембургу, Мальти, Нідерландів, Німеччини, Норвеґії, Польщі, Португалії, Румунії, Словаччини, Словенії, Угорщини, Фінляндії, Франції, Чехії, Швайцарії, Швеції. У 2002 році до Болонського процесу приєдналися Кіпр, Ліхтенштейн, Туреччина, Хорватія, а в 2003 році — Албанія, Андорра, Боснія і Герцеговина, Ватикан, Північна Македонія, Сербія, Чорногорія і Росія. Україна приєдналася до Болонського процесу в травні 2005 року.

## Основні положення
Болонська конвенція закріпила 6 основних принципів навчального процесу:
1. Введення двоциклового навчання: додипломного та післядипломного. Додипломний цикл передбачає одержання 1-го академічного ступеня (бакалавр). При цьому тривалість навчання на додипломному циклі має бути не менше 3 і не більше 4 років. Успішне завершення 1-го циклу відкриває доступ до 2-го циклу — післядипломного. Навчання впродовж 2-го циклу може передбачати отримання ступеня магістра (через 1–2 роки навчання після одержання 1-го ступеня) і/або докторського ступеня (за умови загальної тривалості навчання 7–8 років).
2. Запровадження системи кредитів на основі Європейської системи трансферу оцінок (ECTS). ECTS обумовлює кредитно-модульну організацію навчального процесу, яка базується на поєднанні модульних технологій навчання та залікових освітніх одиниць (кредитів). Зменшує навантаження на студентів, оскільки за умов її впровадження відсутні сесії. Система не передбачає обов'язкового семестрового екзамену для всіх студентів. Протягом навчального семестру студенти складають два модульні контролі під час тижнів, вільних від аудиторних занять, а їх знання оцінюються за 100-бальною шкалою. Студенти, які за результатами модульних контролів здобули з конкретних навчальних дисциплін не менше від встановленої мінімальної кількості балів, атестуються з цих дисциплін із виставленням їм державної семестрової оцінки («відмінно», «добре», «задовільно», «незадовільно») відповідно до шкали переведення. Студенти, атестовані з оцінкою «незадовільно», зобов'язані складати семестрові іспити. Семестрові іспити можуть також складати студенти, які бажають покращити оцінку, отриману за результатами модульних контролів. Оцінювання знань на іспитах здійснюється у 100-бальній шкалі з наступним переведенням у державну оцінку.
3. Контроль якості освіти передбачається здійснювати акредитаційними агентствами, незалежними від національних урядів і міжнародних організацій. Оцінка буде ґрунтуватися не на тривалості або змісті навчання, а на тих знаннях, уміннях і навичках, що їх отримали випускники. Одночасно будуть встановлені стандарти транснаціональної освіти.
4. Розширення мобільності студентів, викладацького складу та іншого персоналу для взаємного збагачення європейським досвідом. Передбачається зміна національних законодавчих актів у сфері працевлаштування іноземців.
5. Забезпечення працевлаштування випускників. Усі академічні ступені й інші кваліфікації повинні мати попит на європейському ринкові праці, а професійне визнання кваліфікацій має бути спрощене. Для забезпечення визнання кваліфікацій планується повсюдне використання Додатка до диплома, рекомендованого ЮНЕСКО.
6. Забезпечення привабливості європейської системи освіти. Одним із головних завдань, що має бути вирішене в рамках Болонського процесу, є залучення в Європу більшої кількості студентів з інших регіонів світу. Вважається, що введення загальноєвропейської системи гарантії якості освіти, кредитної системи накопичення, легко доступних кваліфікацій тощо сприятиме підвищенню інтересу європейських та інших громадян до вищої освіти.

## Україна як учасник Болонського процесу
Рішення про приєднання України до Болонського процесу ухвалено 19 травня 2005 року на конференції міністрів освіти країн Європи, яка проходила в норвезькому місті Берґені.